# All Yours (Crystal Kay)
All Yours è il settimo album in studio della cantante giapponese Crystal Kay, pubblicato nel 2007.

## Tracce
1. Konna ni Chikaku de... (こんなに近くで...) – 4:03
2. Dream World – 3:45
3. Anytime – 4:43
4. Anata no Soba de (あなたのそばで) – 4:32
5. Cherish – 4:08
6. Still – 4:58
7. Butterfly's Garden – 3:40
8. Kitto Eien ni (きっと永遠に) – 5:02
9. Escalator – 4:58
10. Sugar Rain – 4:46
11. I Wanna Be – 4:02
12. Lonely Girl – 4:00
13. Midnight Highway – 3:53
14. Last Kiss – 4:53